# Botryobasidium sordidulum
Botryobasidium sordidulum är en svampart som beskrevs av Boidin & Gilles 1982. Botryobasidium sordidulum ingår i släktet Botryobasidium och familjen Botryobasidiaceae.   Inga underarter finns listade i Catalogue of Life.